# Die Rückkehr der Träume
Die Rückkehr der Träume ist ein deutscher Fernsehfilm von Renke Korn aus dem Jahr 1983. In der Figur des 38-jährigen Bewährungshelfers Alfred Lamms beschreibt der Film die Veränderungen im Leben derer, die fünfzehn Jahre zuvor – 1968 – für eine bessere Welt kämpften.

## Handlung
Alfred Lamms steckt in einer Sinnkrise. Die jugendlichen Straftäter, die er bei ihrer Resozialisierung unterstützen soll, behandelt er mit zunehmender Aggressivität. Seine Ehefrau Bettina quält er mit Misslaunigkeit und Zynismus. Schließlich reicht es ihr, und sie zieht in einer Art Nacht-und-Nebel-Aktion mit den beiden Kindern aus. Alfred versucht sich mit anderen Frauen zu trösten – vergeblich, denn seine innere Unruhe ist viel zu groß, um sich wirklich auf sie einzulassen. Allein in der halb leergeräumten Wohnung versucht er die Gründe seiner Verzweiflung herauszufinden. Er erinnert sich an die Zeit, als er noch an die Veränderbarkeit der Welt glaubte, 1968 gemeinsam mit Bettina an den Demonstrationen gegen den Vietnamkrieg teilnahm, mit anderen Studenten seiner Schauspielschule ein Kellertheater gründete, um politisches Theater zu machen, später ein Engagement bei einer großen Bühne bekam, es aber wieder verlor, weil er sich zu rabiat für die Mitbestimmung des Ensembles bei der Spielplangestaltung einsetzte, mehr und mehr ins berufliche Abseits geriet, bis er sich eher resignativ als mit Begeisterung zu einer Ausbildung zum Sozialarbeiter entschloss.
Alfreds Bilanz: ein Scheitern auf ganzer Linie. Seine Konsequenz: Suizid. Dieser Suizid misslingt und wird zum Wendepunkt, zur Wiedergeburt des Willens, einen Ausweg aus seiner Misere zu suchen. Alfred Lamms reist kreuz und quer durch Deutschland und bis nach Kreta, besucht frühere Freunde aus seiner politisch aktiven Zeit und muss erkennen, dass auch sie nur wenig von den 68er-Idealen in die Gegenwart retten konnten. Fast alle haben resigniert, sind angepasst, haben sich ins Private zurückgezogen oder sind zu Aussteigern geworden. Dennoch ist das Ergebnis dieser Erkundungsreise positiv: Alfred Lamms erkennt, dass der Rückzug ins Private für ihn nicht in Frage kommt. Ohne Illusionen über das Erreichbare und eher suchend nimmt er an den neuen politischen Bewegungen teil und engagiert sich bei der Friedensbewegung.

## Produktion
Die Rückkehr der Träume ist ein autobiografisch gefärbter Film des Regisseurs Renke Korn, so verarbeitete er neben eigenen Erinnerungen und Erfahrungen auch Erlebnisse seiner Freunde. Der Film wurde von Manfred Korytowskis Infa Film im Auftrag des ZDF produziert und erlebte am 15. August 1983 im Rahmen der ZDF-Reihe Fernsehspiel der Gegenwart seine Fernsehpremiere.
Das Szenenbild schuf Jörg Neumann. Die Filmmusik besteht hauptsächlich aus Lieder von Van Morrison aus der Zeit um 1968. Dem Film vorangestellt ist ein Zitat von Ernst Bloch: „Der Traum kann das Fehlende nicht vergessen. Er hält in allen Dingen die offene Tür.“

## Kritik
„Die Geschichte […] spiegelte auf einen Streich die Situation der ganzen Generation der heute 35- bis 40-jährigen, die sich 1968 politisch engagiert und sowohl im privaten wie im öffentlichen Bereich an die Möglichkeit umwälzender Veränderungen geglaubt hatten“, schrieb die Frankfurter Rundschau 1983. „Mit hautnaher Glaubwürdigkeit vollzog der Film die einzelnen Stationen eines totalen Zusammenbruchs […] Die Geschichte wirkte umso überzeugender, als Renke Korn sich formal nicht auf Experimente einließ, sondern konservativ-klassisch vorging und nach einer halbstündigen Einführung bis hin zur Krise dann mit berechenbarer Regelmäßigkeit Gegenwart und erläuternde Rückblende miteinander verzahnte. So lebendig wurden ‚1968 und die Folgen‘ – zumindest für die in irgendeiner Weise Beteiligten – schon lange nicht mehr.“